# Римське питання
Римське питання (італ. La Questione romana) — політичне протистояння між італійським урядом та Папством, що тривало в 1861-1929.
Початок «Римському питанню» покладено 27 березня 1861, коли Рим був оголошений столицею утвореного під час Рісорджименто єдиного Королівства Італія. Фактично італійський уряд знаходився перші дев'ять років у столиці Сардинського королівства Турині, але претендував на невелику частину території Папської області, що залишалася у руках Папи Пія IX. Після Взяття Рима Італією у 1870 Папа оголосив себе «в'язнем Ватикану» та відмовився визнавати легітимність італійської держави. У наступні 59 років Святий Престол де-факто залишався самостійним суб'єктом міжнародного права, однак питання його статусу у рамках Італії та ліквідації світської влади пап не було урегульоване.
Римське питання вирішили Латеранські угоди Папи Пія XI й уряду Беніто Муссоліні. Завдяки цим угодам утворено нову папську державу — Ватикан.
Після набрання чинності Латеранських угод 1929 Папа регулярно відвідує місця у Римі за межами Ватикану, зокрема, Латеранську базиліку Св. Іоанна.

## Історія
18 лютого 1861 депутати першого італійського парламенту зібралися у Турині. 17 березня того ж року Віктор Еммануїл II оголошений королем Італії, а 27 березня столицею Італії проголошений Рим. Однак уряд Італії не міг зібратися у Римі, оскільки у цей час там знаходився французький гарнізон під командуванням Крістофа Леона Луї Жюшо де Ламорісьера, який захищав Папу Пія IX. Після підписання угоди у вересні італійський уряд зібрався у Флоренції.
У липні 1870 почалася франко-прусська війна. На початку серпня Наполеон III відкликав французький гарнізон з Риму і, таким чином, залишив Папську область без захисту. Громадська думка Італії зажадала якнайшвидшого взяття Рима, і король Віктор-Еммануїл II відправив графа Густаво Понці ді Сан Мартіно з особистим посланням Папі Пію IX із пропозицією мирної здачі Риму італійської армії під приводом захисту Папи. Однак Папа був настільки розлючений такою пропозицією, що в гніві відкинув її, а Сан Мартіно поїхав наступного дня.
У вересні королівські війська рушили до Рима. Папа наказав зуавам та швейцарській гвардії надати символічний опір і переїхав з Квірінальського палацу на Ватиканський пагорб, оголосивши себе «ватиканським бранцем» і відмовившись йти на якісь компроміси з об'єднаною Італією (обіцяла йому почесний статус). Таким чином, у 1870 Папська область припинила існування, весь Рим, окрім Ватикану, перейшов під контроль Італії та став фактично її столицею, Квірінальський палац став резиденцією Віктора Еммануїла II. Область Лаціо також перейшла під контроль італійського уряду.

## Латеранські угоди
Папське питання вирішено у 1929 завдяки підписанню Латеранських угод. За ним Ватикан визнав право Італії на володіння територією колишньої Папської області, Італія визнала право Папи на володіння Ватиканом та виплатила йому велику фінансову компенсацію.